# Praha

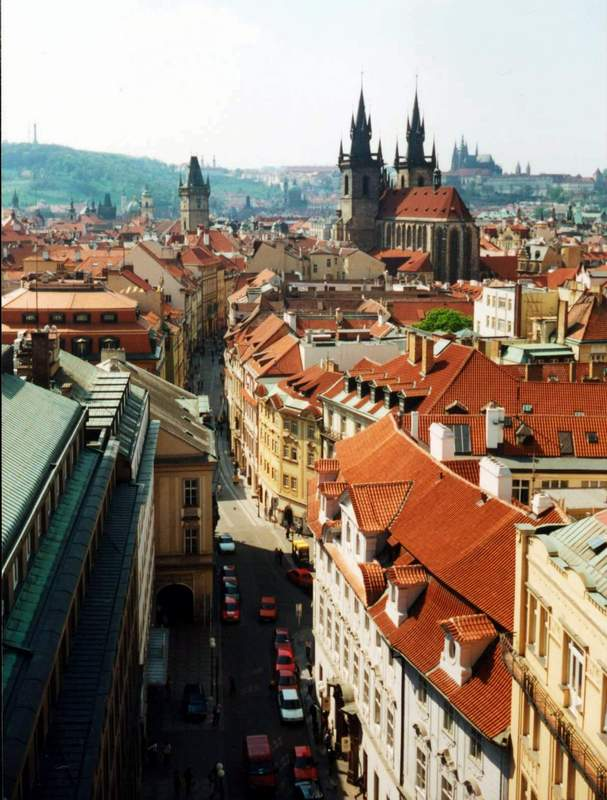
Nhà thờ Tyns nhìn từ phía Đông

Praha (tiếng Séc: Praha, tiếng Đức: Prag, tiếng Anh: Prague) là thành phố lớn nhất và đồng thời là thủ đô của Tiệp Khắc từ năm 1918 đến 1993 và của Cộng hòa Séc từ năm 1993. Với dân số khoảng 1,2 triệu người, Praha đứng thứ 15 trong Liên minh châu Âu. Ngoài ra còn có khoảng 300.000 người vào lao động tại thành phố, làm tăng tổng dân số vùng đô thị Praha có khoảng gần 2 triệu người. Thành phố nằm bên sông Vltava ở miền trung Bohemia. Praha là một trong 14 khu vực của Cộng hòa Séc và được biết đến là một trong những khu vực giàu có nhất ở châu Âu.
Praha mang theo mình một di sản lịch sử của Bohemia, từng là trụ sở quan trọng của các triều đình như Luxemburg và Habsburg. Thành phố này xuất hiện lần đầu trong văn bản viết vào thế kỷ 10, các khu vực xung quanh thành phố đã có dân cư từ thời tiền sử. Người Slav bắt đầu cư trú tại đây vào thế kỷ thứ 6 trong một khu vực mà trước đây người Marcomanni gốc Đức sinh sống trong hơn 500 năm qua, và trước đó nữa là người Celtic Boii. Sau khi nhà Přemyslid thành lập hai lâu đài trong thế kỷ thứ 9 và thứ 10, các thương gia Do Thái và Đức cũng đã đến đây để giao thương. Khoảng năm 1230 khu vực này đã được phát triển thành thị trấn hoàng gia và thế kỷ 14 và là thành phố trú ngụ của hoàng đế La Mã Thần thánh, Praha trở thành trung tâm chính trị và văn hóa của Trung Âu. Tại Praha, trường đại học đầu tiên ở phía bắc của dãy núi Alps và phía đông Paris được thành lập năm 1348. Ngoài ra, một trong những trường đại học kỹ thuật lâu đời nhất ở châu Âu cũng được thành lập ở đây, cũng như một trong những nhạc viện lâu đời nhất. Trong nhiều thế kỷ, Praha là nơi gặp gỡ của nhiều văn hóa khác nhau, nơi văn hóa Séc, Đức và Do Thái hòa quyện và tạo nên những tác động sáng tạo.
Trung tâm lịch sử của Praha được UNESCO công nhận là một trong 12 di sản thế giới tại Cộng hòa Séc. "Thành phố vàng" ngày nay cho thấy một cảnh quan đô thị Gothic và Baroque thống nhất. Các địa điểm tham quan như Lâu đài Praha, Cầu Karl, đồng hồ tòa thị sảnh thời trung cổ, nghĩa trang cổ của người Do Thái và hội đường Do Thái giáo vẫn hoạt động lâu đời nhất trên thế giới làm cho thành phố một địa điểm được khách du lịch ưa chuộng. Với hơn năm triệu du khách nước ngoài mỗi năm, Praha là một trong mười thành phố được thăm viếng nhiều nhất tại châu Âu.

## Địa lý

### Vị trí địa lý
Praha nằm ở trung tâm phía Tây Cộng hòa Séc bên sông Vltava, cách khoảng 40 km trước khi nhập vào sông Elbe ở Mělník. Khoảng cách đến các điểm ranh giới ngoài cùng của quốc gia về phía bắc khoảng 110 km, phía tây và phía nam khoảng 170 km, về phía đông khoảng 320 km đường chim bay.
Phần lớn của thành phố nằm trong một thung lũng rộng của sông Vltava, chảy qua khu vực thành phố với chiều dài là 30 km, tạo thành một vòng lớn ở phía bắc. Tại vòng cung phía nam của vòng này là trung tâm lịch sử, bị chi phối bởi hai đồi ở phía Bắc  (Hradčany)  và Nam  (Vyšehrad) . Phần còn lại nằm trong thung lũng được bao quanh bởi những ngọn đồi khác như:  Letná, Vitkov, Vetrov, Skalka, Emauzy, Karlov  và cao nhất trong số đó,  Petřín . Trong thế kỷ thứ 20, các làng chung quanh được nhập vào, lãnh thổ đô thị mở rộng ra sâu vào vùng cao nguyên Praha  (Pražská plošina) .
sông Vltava chảy vào thành phố ở phía nam với độ cao khoảng 190 m và rời thành phố ở phía bắc với độ cao khoảng 176 m. Nó có ở đây độ sâu trung bình 2,75 m và độ sâu tối đa là 10,5 m. Sông chảy xung quanh một số đảo, bao gồm ở phía nam của cầu Karl Slovanský ostrov, Dětský ostrov và Střelecký và một phần phía tây của cầu Karl  Kampa .
Các vùng cao nằm ở phía Tây và phía Nam thành phố. Về phía tây, Bílá hora ( Núi Trắng ) cao tới 381 m, tại ranh giới của thành phố phía tây nam đạt tới 397 m. Ở phía nam đồi Čihadlo cao đến 385 m.
Về chính trị, Prag được hoàn toàn bao quanh bởi miền Trung Bohemia (Středočeský kraj).

### Khí hậu

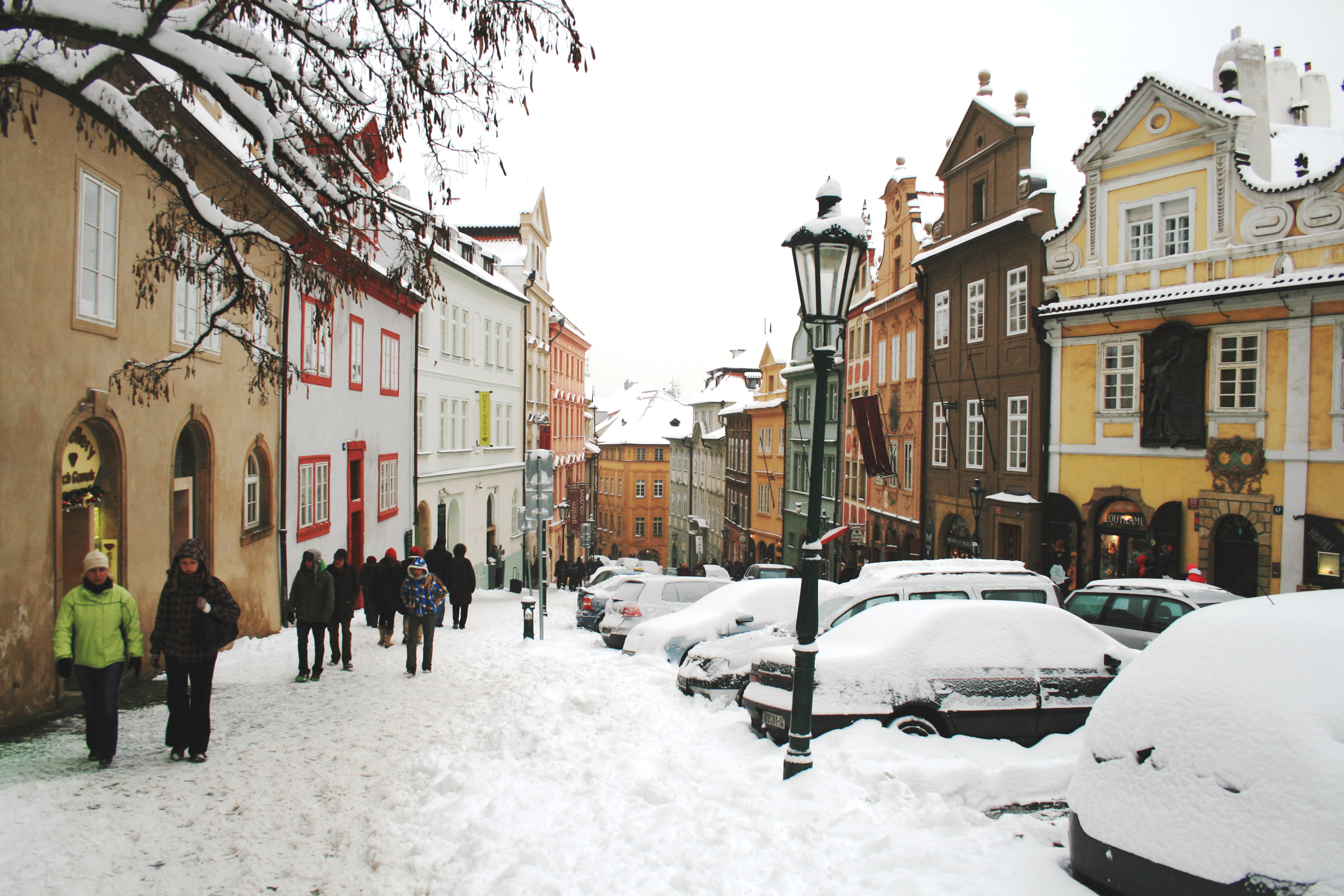
Phố của Neruda tại Phía Nhỏ (Malá Strana) trong mùa đông (2010)

Khí hậu ôn hòa ở Praha chịu ảnh hưởng của cả Đại Tây Dương lẫn khí hậu lục địa. Tháng lạnh nhất là tháng Giêng có nhiệt độ trung bình hàng ngày là 1 °C, -3 °C vào ban đêm. Tháng nóng nhất là tháng bảy có nhiệt độ trung bình hàng ngày là 24 °C, ban đêm 13 °C. Nhiệt độ trung bình hàng năm là khoảng 8 °C, nhiệt độ lạnh nhất trong mùa đông (2006) lên đến -17 °C, nóng nhất trong mùa hè lên đến 35 °C. Hầu hết lượng mưa rơi trong những tháng mùa hè (Mai: 77 mm), mùa đông tương đối khô (Tháng Mười-Tháng Ba: 23–32 mm). (Tất cả các dữ liệu liên quan lấy từ trạm khí tượng tại Ruzyně Airport)
So với mức trung bình dài hạn của những năm 1961-1990 (giai đoạn tham khảo quốc tế) trong những năm gần đây nhiệt độ gia tăng khoảng 1 độ và lượng mưa giảm khoảng 20 mm.
| Dữ liệu khí hậu của Praha (1961–1990)    | Dữ liệu khí hậu của Praha (1961–1990) | Dữ liệu khí hậu của Praha (1961–1990) | Dữ liệu khí hậu của Praha (1961–1990) | Dữ liệu khí hậu của Praha (1961–1990) | Dữ liệu khí hậu của Praha (1961–1990) | Dữ liệu khí hậu của Praha (1961–1990) | Dữ liệu khí hậu của Praha (1961–1990) | Dữ liệu khí hậu của Praha (1961–1990) | Dữ liệu khí hậu của Praha (1961–1990) | Dữ liệu khí hậu của Praha (1961–1990) | Dữ liệu khí hậu của Praha (1961–1990) | Dữ liệu khí hậu của Praha (1961–1990) | Dữ liệu khí hậu của Praha (1961–1990) |
| Tháng                                    | 1                                     | 2                                     | 3                                     | 4                                     | 5                                     | 6                                     | 7                                     | 8                                     | 9                                     | 10                                    | 11                                    | 12                                    | Năm                                   |
| ---------------------------------------- | ------------------------------------- | ------------------------------------- | ------------------------------------- | ------------------------------------- | ------------------------------------- | ------------------------------------- | ------------------------------------- | ------------------------------------- | ------------------------------------- | ------------------------------------- | ------------------------------------- | ------------------------------------- | ------------------------------------- |
| Cao kỉ lục °C (°F)                       | 12.1 (53.8)                           | 18.1 (64.6)                           | 24.1 (75.4)                           | 29.7 (85.5)                           | 33.0 (91.4)                           | 33.2 (91.8)                           | 36.3 (97.3)                           | 35.2 (95.4)                           | 32.6 (90.7)                           | 25.1 (77.2)                           | 19.0 (66.2)                           | 17.8 (64.0)                           | 36.3 (97.3)                           |
| Trung bình ngày tối đa °C (°F)           | 0.4 (32.7)                            | 2.7 (36.9)                            | 7.7 (45.9)                            | 13.2 (55.8)                           | 18.3 (64.9)                           | 21.4 (70.5)                           | 23.3 (73.9)                           | 23.0 (73.4)                           | 19.0 (66.2)                           | 13.1 (55.6)                           | 6.0 (42.8)                            | 1.9 (35.4)                            | 12.5 (54.5)                           |
| Trung bình ngày °C (°F)                  | −2.0 (28.4)                           | −0.6 (30.9)                           | 3.1 (37.6)                            | 7.6 (45.7)                            | 12.5 (54.5)                           | 15.6 (60.1)                           | 17.1 (62.8)                           | 16.6 (61.9)                           | 13.2 (55.8)                           | 8.3 (46.9)                            | 3.0 (37.4)                            | −0.2 (31.6)                           | 7.9 (46.2)                            |
| Tối thiểu trung bình ngày °C (°F)        | −5.3 (22.5)                           | −4.2 (24.4)                           | −1.3 (29.7)                           | 2.4 (36.3)                            | 7.1 (44.8)                            | 10.4 (50.7)                           | 11.8 (53.2)                           | 11.5 (52.7)                           | 8.6 (47.5)                            | 4.0 (39.2)                            | −0.2 (31.6)                           | −3.4 (25.9)                           | 3.4 (38.1)                            |
| Thấp kỉ lục °C (°F)                      | −25.5 (−13.9)                         | −22.5 (−8.5)                          | −19.0 (−2.2)                          | −7.1 (19.2)                           | −2.4 (27.7)                           | −0.6 (30.9)                           | 5.0 (41.0)                            | 3.4 (38.1)                            | −0.5 (31.1)                           | −5.5 (22.1)                           | −12.4 (9.7)                           | −23.4 (−10.1)                         | −25.5 (−13.9)                         |
| Lượng Giáng thủy trung bình mm (inches)  | 23.6 (0.93)                           | 22.6 (0.89)                           | 28.1 (1.11)                           | 38.2 (1.50)                           | 77.2 (3.04)                           | 72.7 (2.86)                           | 66.2 (2.61)                           | 69.6 (2.74)                           | 40.4 (1.59)                           | 30.5 (1.20)                           | 31.9 (1.26)                           | 25.3 (1.00)                           | 526.3 (20.72)                         |
| Lượng tuyết rơi trung bình cm (inches)   | 17.9 (7.0)                            | 15.9 (6.3)                            | 10.3 (4.1)                            | 2.9 (1.1)                             | 0.0 (0.0)                             | 0.0 (0.0)                             | 0.0 (0.0)                             | 0.0 (0.0)                             | 0.0 (0.0)                             | 0.1 (0.0)                             | 8.4 (3.3)                             | 45.9 (18.1)                           | 101.4 (39.9)                          |
| Số ngày giáng thủy trung bình (≥ 1.0 mm) | 7.1                                   | 5.9                                   | 6.6                                   | 7.7                                   | 10.0                                  | 10.4                                  | 9.4                                   | 9.0                                   | 7.3                                   | 5.6                                   | 7.4                                   | 7.2                                   | 93.6                                  |
| Độ ẩm tương đối trung bình (%)           | 85                                    | 82                                    | 76                                    | 70                                    | 70                                    | 71                                    | 70                                    | 72                                    | 77                                    | 81                                    | 85                                    | 85                                    | 77                                    |
| Số giờ nắng trung bình tháng             | 50.0                                  | 72.4                                  | 124.7                                 | 167.6                                 | 214.0                                 | 218.3                                 | 226.2                                 | 212.3                                 | 161.0                                 | 120.8                                 | 53.9                                  | 46.7                                  | 1.667,9                               |
| Nguồn: NOAA                              |                                       |                                       |                                       |                                       |                                       |                                       |                                       |                                       |                                       |                                       |                                       |                                       |                                       |

## Lịch sử

### Thời tiền sử cho đến thế kỷ 21
Khu vực Praha đã được cư trú từ thời kỳ đồ đá. Lưu vực Praha trong suốt thời Tiền sử là những vùng luôn được cư trú và đông đúc nhất ở Bohemia. Cho đến khoảng 50 trước Công Nguyên người Celt Boii đến định cư ở đây, sau đó hơn 500 năm người Marcomanni Đức. Các nhóm người Slav đầu tiên đến khu vực này từ khoảng nửa cuối thế kỷ thứ 6. Trong thế kỷ thứ 9 lâu đài Praha đã được tạo ra ở khu vực Suburbium bây giờ thuộc Phố Nhỏ và trong thế kỷ 10 là một lâu đài thứ hai trên Vysehrad như là chỗ trú ngự của nhà Přemyslid. Được bảo vệ bởi hai lâu đài các khu định cư ở 2 bên sông Vltava phát triển thành nơi cư trú của các nghệ nhân địa phương và các thương gia Đức và Do Thái. Khoảng năm 1230/1234 Wenceslas I, cho củng cố khu cư trú dọc theo sông Vltava và ban cho nó quyền thị trấn. Praha từ đó đã trở thành nơi cư trú hoàng gia của các nhà cai trị Bohemia. Con trai ông Premysl Otakar II. đuổi các cư dân Séc ở bờ bên kia của Vltava và thành lập trong năm 1257 Phố mới Praha, Phố Nhỏ (Mala Strana). Khu vực thứ ba của Praha đã được các công tước thành lập trước năm 1320 gọi là Hradčany nằm phía tây lâu đài.
Dưới thời Hoàng đế Karl IV và con trai của ông Wenzel IV, Praha là thành phố của hoàng đế La Mã Thần thánh phát triển thịnh vượng ở nửa phần sau của thế kỷ 14 về kinh tế, văn hóa, chính trị và trong nhiều lĩnh vực khác. Ở đây, Đại học Karl được thành lập năm 1348 là trường đại học đầu tiên ở Trung Âu. Với sự xây dựng khu đô thị mới trong cùng năm, thành phố với hơn 40.000 cư dân là thành phố lớn thứ 4 ở phía bắc của dãy núi Alps và lớn thứ 3 tính về diện tích thành phố ở châu Âu. Từ năm 1419 thành phố bị rối loạn trong các cuộc chiến tranh Hussite và bị phá hủy một phần.
Cuối thế kỷ 16, Hoàng đế Rudolf II lại chọn Praha làm kinh đô. Từ thời điểm đó sinh ra những cung điện Baroque và nhà thờ xa hoa. Chiến tranh Ba mươi năm được kích động bởi việc Ném ra ngoài cửa sổ lần thứ hai ở Praha. Chiến tranh Bảy năm đã để lại nhiều vết tích trong thành phố. 1784 bốn thị trấn trước đây độc lập Hradčany, Phố Nhỏ (Mala Strana), Phố cổ (Stare Mesto) và Phố mới (Nové město) nhập lại thành thành phố Praha.
Trong tiến trình thế kỷ 19 Praha lại chứng kiến một sự phát triển mạnh về văn hóa đáng kể. Ngoài những việc khác, Bảo tàng Quốc gia và Nhà hát Quốc gia được thành lập. Khoảng năm 1860 người gốc Đức ở Praha mà chiếm đa số từ thời Trung Cổ lần đầu tiên trở thành thiểu số. Trong cuộc điều tra dân số ở Tiệp Khắc vào năm 1930 42.000 công dân của Praha cho là tiếng Đức là tiếng mẹ đẻ của họ, họ sống chủ yếu ở trung tâm (Phố Cổ và Phố Nhỏ).
Vào khoảng năm 1900, Praha cởi mở là một trung tâm cho các nghệ sĩ và các nhà văn trẻ người Séc và Đức. Riêng về thơ văn, có 3 nhóm nhà thơ ganh đua với nhau: Nhóm Praha thu hẹp gồm có Max Brod, bạn bè của ông Franz Kafka, Felix Weltsch và Oskar Baum. Hội " Wefa " bao gồm nhiều tác giả khác nhau hầu như không được biết đến ngày hôm nay, như Friedrich Adler. Một hội khác, thuộc nhóm Tân Lãng mạn của các người trẻ ở Praha, bao gồm, ví dụ, Rainer Maria Rilke, Gustav Meyrink, làm việc ở Praha, và Franz Werfel. Trong thời gian này Praha đã biết tới là một thành phố trong Đế quốc Habsburg có sự trao đổi văn hóa tích cực giữa các dân tộc, tuy nhiên, cũng có nhiều mâu thuẫn giữa các dân tộc, thường là bản chất xã hội tự nhiên.
Sau khi Chiến tranh thế giới thứ nhất phong trào quốc gia Séc thuộc nhóm ông Tomáš Garrigue Masaryk đạt được mục tiêu của mình và Tiệp Khắc, quốc gia của người Séc và người Slovak, được thành lập, Praha trở thành thủ đô của nước này. Quốc gia này đã bị ảnh hưởng nặng nề bởi các cuộc xung đột giữa các nhóm dân tộc, nhưng là một trong số ít các nước ở châu Âu mà vẫn dân chủ đến cuối những năm 1930. Số phận của nó cuối cùng đã được đóng dấu bởi Hiệp định München vào năm 1938 và sự xâm lược của quân đội Đức theo lệnh của Hitler trong năm sau. Praha trở thành thủ đô của một nước bảo hộ mới Bohemia và Moravia. Trong năm đó, khoảng 120.000 người Do Thái sống ở các vùng đất Bohemia, nhiều người trong số đó ở Praha. Đức Quốc xã cho giết chết khoảng 78.000 người. Khi kết thúc Thế chiến thứ hai vào ngày 1 tháng 5 năm 1945, tin tức tự tử của Hitler được biết tại Praha, bố trí từ Berlin treo cờ rủ ba ngày được tiến hành không có sự phản kháng. Chỉ khi quân đội Liên Xô tiếp cận thành phố, trong thành phố mới có các cuộc nổi dậy của dân Praha và chiến đấu giăng chướng ngại vật vào buổi chiều ngày 4 tháng 5. Ngày 9 Tháng 5, quân đội của tướng Vlasov, người thậm chí trước đó đã chiến đấu bên phía quân đội Đức, vào tới thành phố và đã hỗ trợ những người nổi dậy. Hồng quân cuối cùng lấy được Praha sau những chống cự mạnh mẽ. Theo lệnh của nhà độc tài Liên Xô Stalin nhiều thành viên của các đơn vị Praha của quân đội Vlasov cũng như chính Vlasov bị cầm tù.
Ngay sau khi chiến tranh kết thúc vào tháng 5 năm 1945, hầu hết các người Đức ở Praha bị trục xuất. Nhiều người trong số này ban đầu bị giam giữ, khoảng 5.000 người bị giết chết hay chết trong các trại giam. 1945 trong khuôn khổ sắc lệnh Benes cả người Hungary ở Praha cũng bị tịch thu tài sản và cho đến năm 1947 một phần bị trục xuất sang Hungary hoặc buộc tái định cư. Vào tháng 2 năm 1948, Praha rơi vào chế độ cộng sản của Klement Gottwald.
Trong mùa xuân Praha năm 1968 chính quyền cố gắng một cách hòa bình, thay thế chủ nghĩa xã hội độc tài hiện hành (nhiều người Séc cho là " chủ nghĩa phát xít đỏ ") bằng một "chủ nghĩa xã hội với một khuôn mặt con người". Nhưng việc này đã bị quân đội Khối Warsaw dùng bạo lực vũ khí đập tan.
1989 Praha là sân khấu cái gọi là cách mạng Nhung, đánh dấu sự kết thúc của chế độ xã hội chủ nghĩa ở Tiệp Khắc, mà còn đẩy nhanh sự tan rã của nhà nước chung của người Séc và người Slovak. Hơn nữa, các sự kiện trong đại sứ quán Tây Đức tại Praha, nơi ẩn nấu cho những người tị nạn từ Đông Đức, viết lên lịch sử toàn Đức.

### Phát triển dân số
Khoảng 1,2 triệu người sống tại thủ đô Praha, chiếm hơn một phần mười của tổng dân số cả nước. Phần lớn, tuy nhiên, được phân bố trong các quận xa trung tâm khác nhau và các khu dân cư mới ở vùng ngoại ô. Trung tâm thành phố lịch sử chỉ có khoảng 40.000 cư dân.
Tỷ lệ thất nghiệp trong nhiều năm qua vào khoảng 3,43 % dân số của Praha, hoặc khoảng 41.000 người thất nghiệp.
| Năm  | Cư dân            |
| ---- | ----------------- |
| 1230 | khoảng 3–4.000    |
| 1370 | khoảng 40.000     |
| 1600 | khoảng 60.000     |
| 1804 | 76.000            |
| 1837 | 105.500           |
| 1850 | 118.400 (157.200) |
| 1880 | 162.300 (314.400) |

| Năm  | Cư dân            |
| ---- | ----------------- |
| 1900 | 201.600 (514.300) |
| 1925 | 718.300           |
| 1950 | 931.500           |
| 1980 | 1.182.800         |
| 1998 | 1.193.300         |

| Năm  | Cư dân    |
| ---- | --------- |
| 2001 | 1.169.100 |
| 2005 | 1.173.000 |
| 2007 | 1.194.407 |
| 2008 | 1.233.211 |
| 2012 | 1.241.664 |

Chú thích
1. ↑  chỉ Phố Cổ.
2. 1 2  Phố Cổ, Phố Mới, Phố Nhỏ và Hradschin.
3. 1 2 3  với ngoại ô.

Các con số bên cạnh các năm khác nhau chỉ số dân ở Praha trong các vùng của thành phố trong thời gian đó.

## Văn hóa

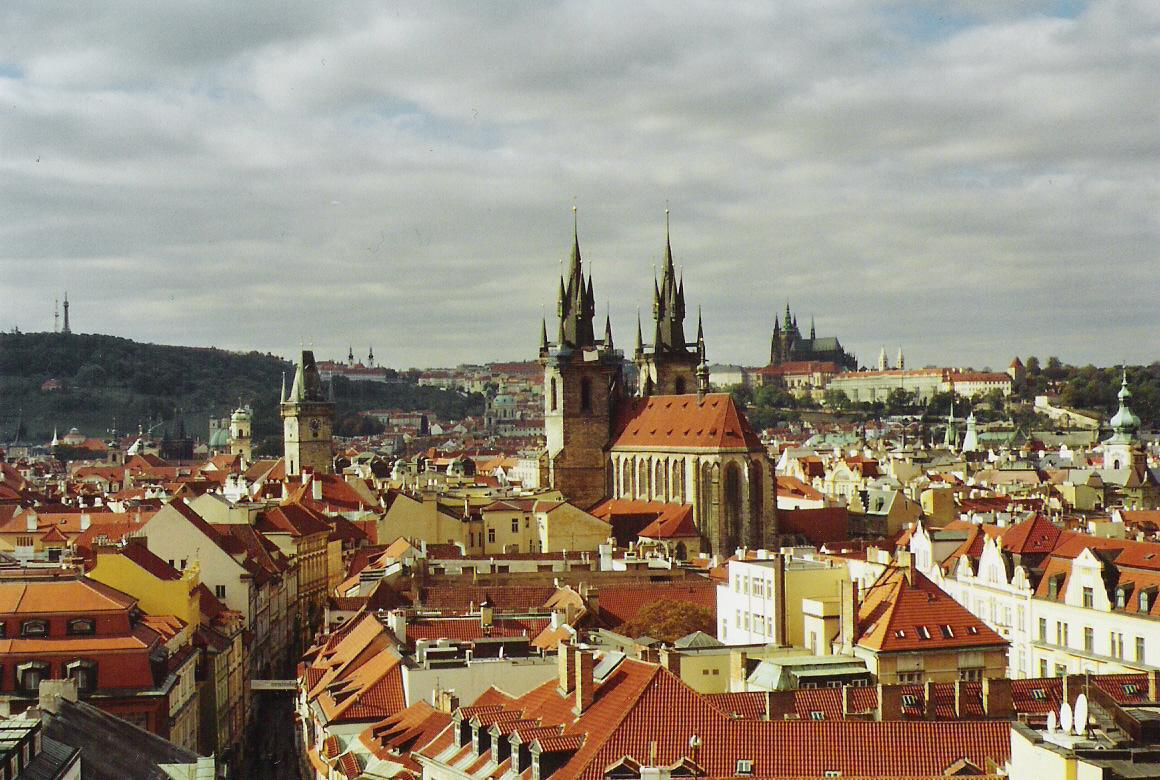
„ Thành phố vàng kim" nhìn từ Pulverturm

Là một trong những thành phố lâu đời nhất và lớn nhất ở Trung Âu, trong đó phần lớn không bị tàn phá bởi chiến tranh thế giới II, Praha bây giờ là một điểm đến du lịch có tầm quan trọng rất lớn. Kể từ năm 1992 trung tâm lịch sử của Praha được xem là một di sản thế giới của UNESCO.

### Kiến trúc

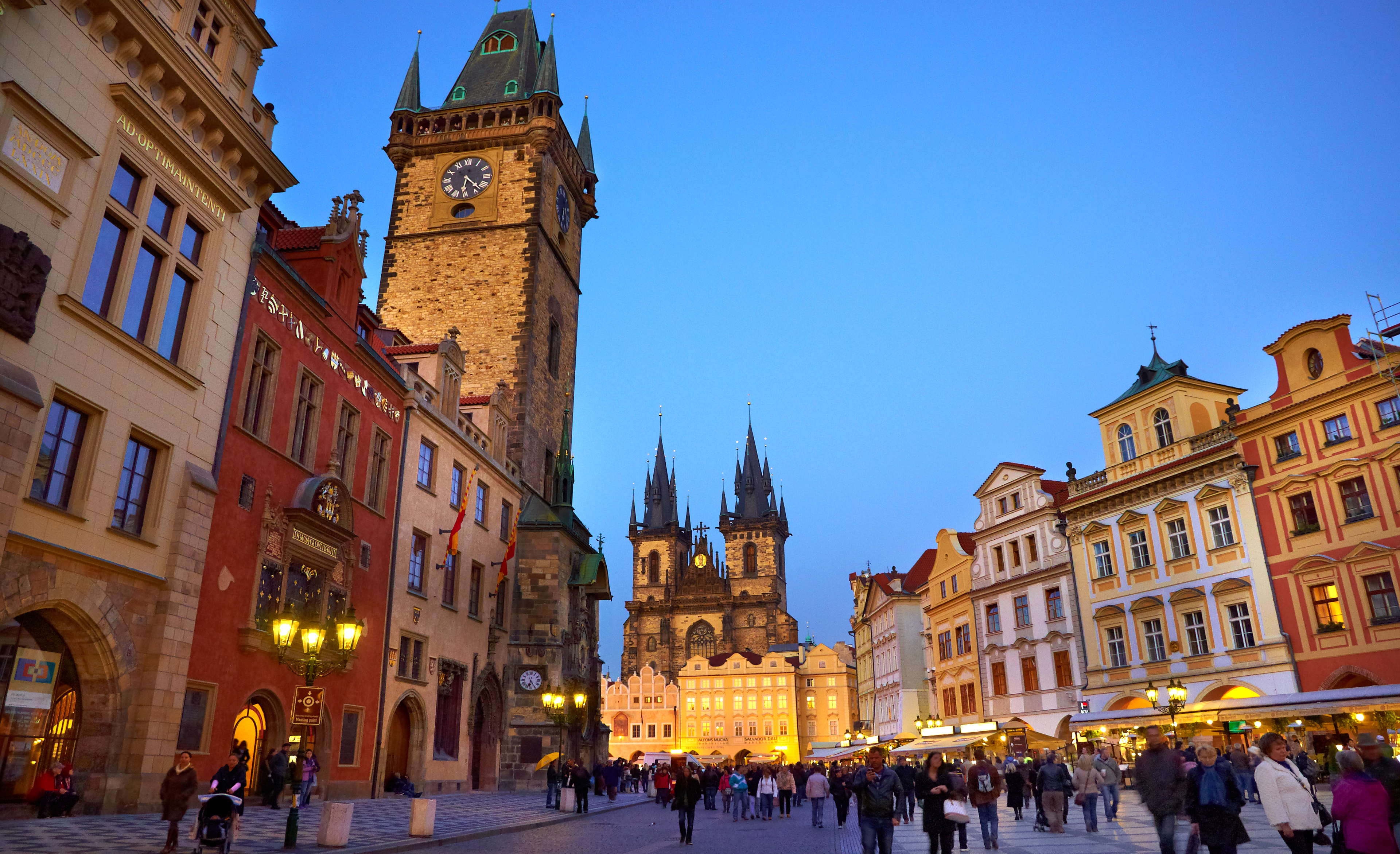
Quảng trường Phố Cổ nhìn tới mit Tòa thị chính Phố Cổ và nhà thờ Teyn

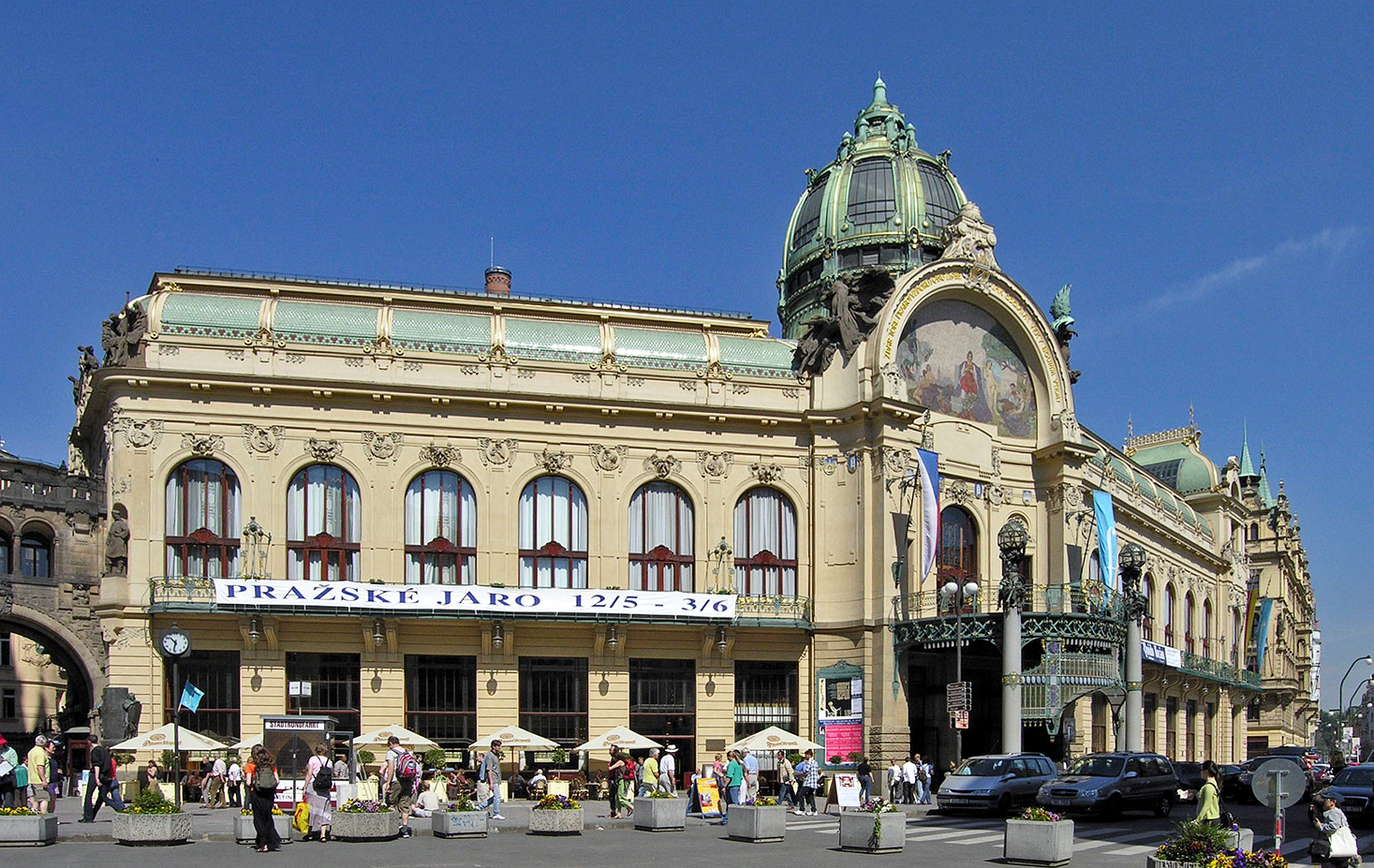
"Nhà làng" (Obecní dům) xây theo kiểu Art Nouveau 1912

Lâu đài Praha với Nhà thờ chính tòa Thánh Vitus, Cầu Karl và Quảng trường Phố Cổ với nhà thờ Teyn, Ungelt, Tòa thị chính và đồng hồ thiên văn Tòa thị chính là những điểm thu hút nổi tiếng nhất. Lâu đài thời trung cổ thứ hai, Vysehrad với Thánh Phêrô và Giáo hội của Thánh Phaolô, một trong những cấu trúc được nói tới nhiều. Phố cổ đặc biệt đặc trưng bởi những ngôi nhà cổ, thường có cả từ thời Romanesque và Gothic, tiêu biểu với nhiều nhà thờ và những con đường hẹp. Tại Phố nhỏ và Phố Hradčany chủ yếu là những cung điện từ thời kỳ Phục hưng và Baroque. Ở đó trên đảo Kampa có bức tường John Lennon. Không xa hai khu phố này là Tu viện Strahov. Trong Phố Do Thái Cổ Josefov nhiều hội đường và nghĩa trang của người Do Thái Cũ vẫn tồn tại.
Giữa thế kỷ 14, Phố mới được thành lập với tòa thị sảnh mới ở Karlsplatz, nhiều nhà thờ và tu viện Gothic và Baroque, cũng như quảng trường lớn nhất và đông đúc nhất ở Praha, Quảng trường Wenceslas, mà có những con đường mua sắm có mái vòm hào nhoáng làm quên đi nguồn gốc thời trung cổ của nó. Gần đó có nhà thờ Maria Schnee.
Praha cũng nổi tiếng là có nhiều tòa nhà xây kiểu nghệ thuật Nouveau. Tại Praha cả nghệ thuật Lập thể (Kubismus) cũng ảnh hưởng đến kiến trúc. Kiến trúc lập thể được xem là một điểm đặc biệt của Praha. Một ví dụ quen thuộc là Nhà Đức mẹ đen của kiến trúc sư Josef Gočár. Các kiến trúc hiện đại được đại diện bởi những tòa nhà nổi bật như Villa Müller phát họa bởi Adolf Loos, Nhà nhảy múa của Frank Gehry.

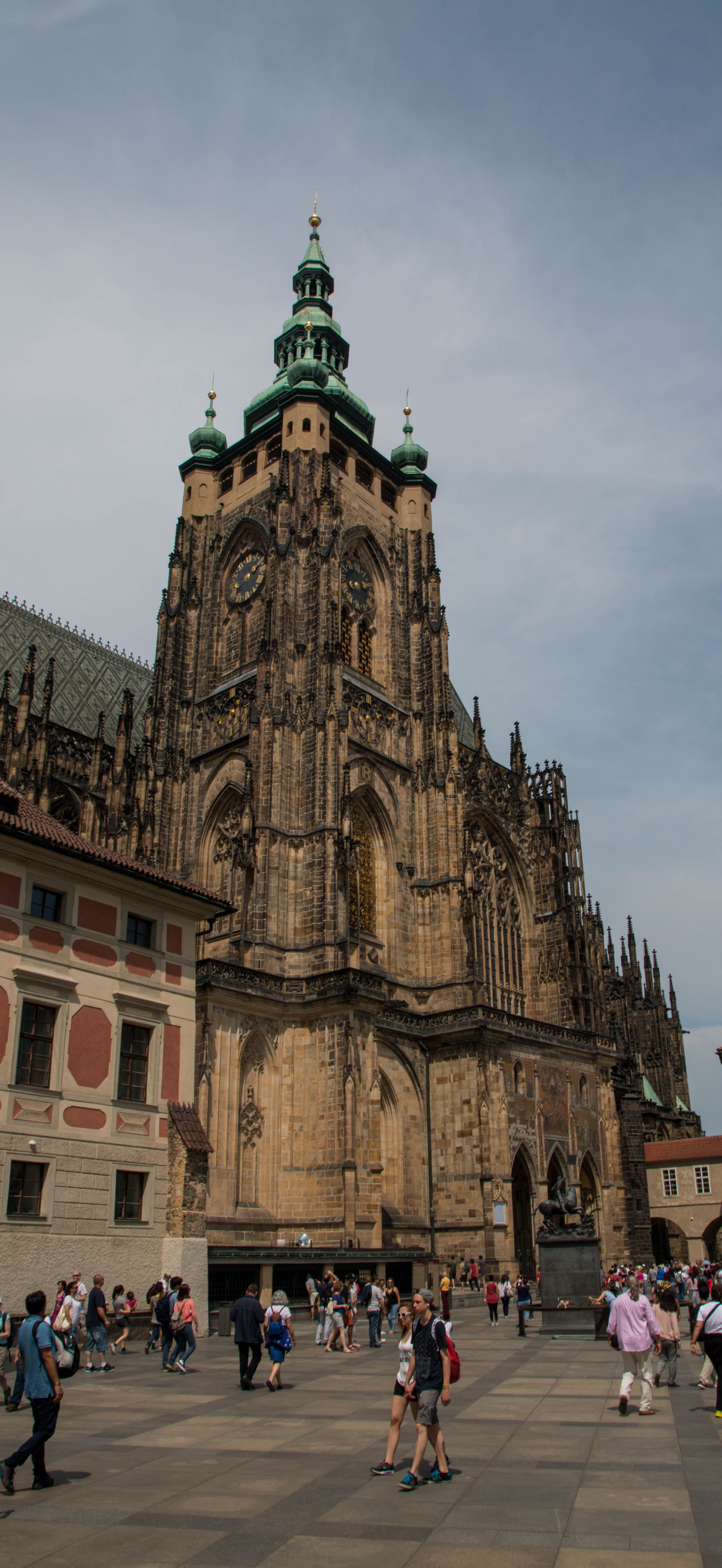
Nhà thờ chính tòa Thánh Vitus
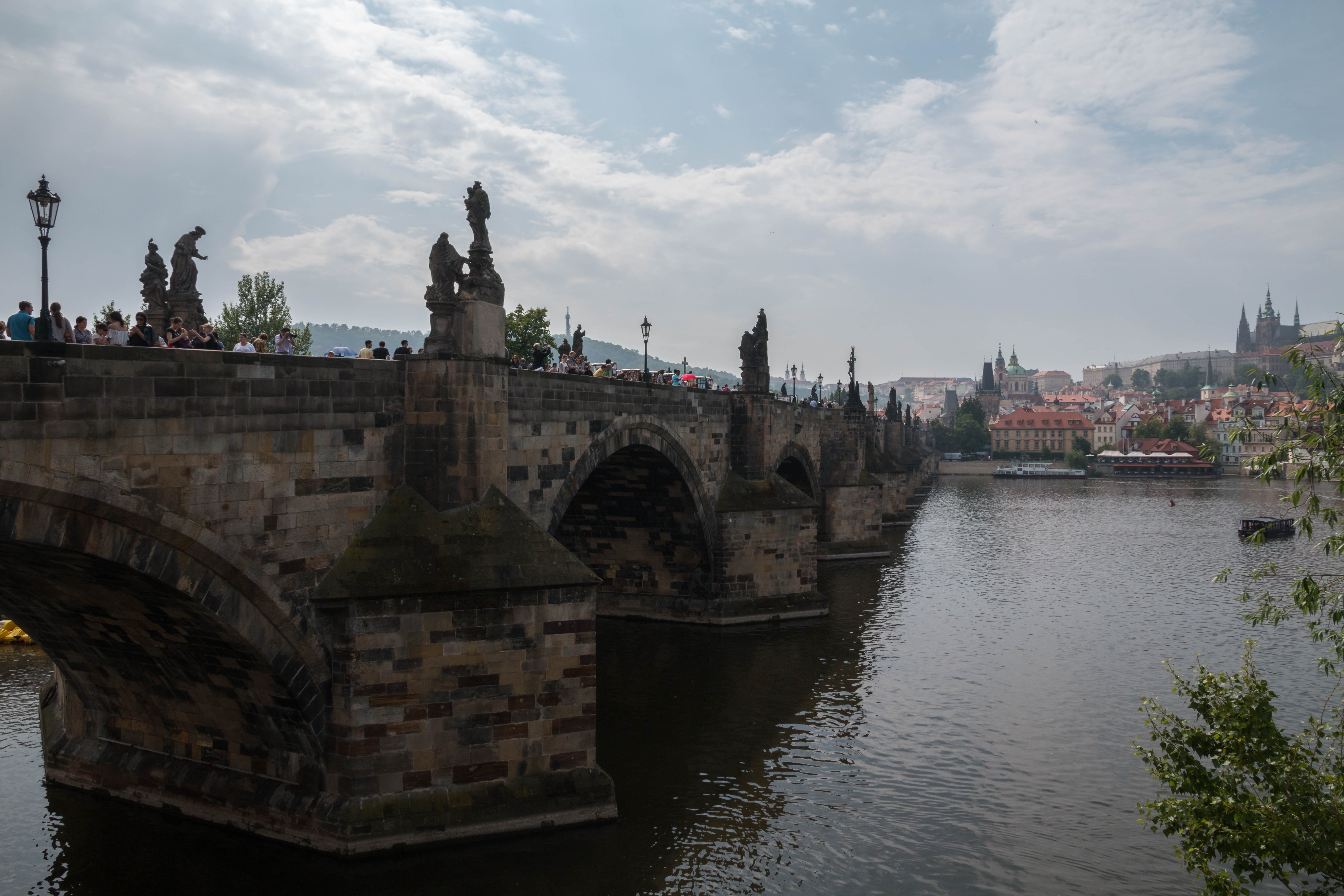
Cầu Karl
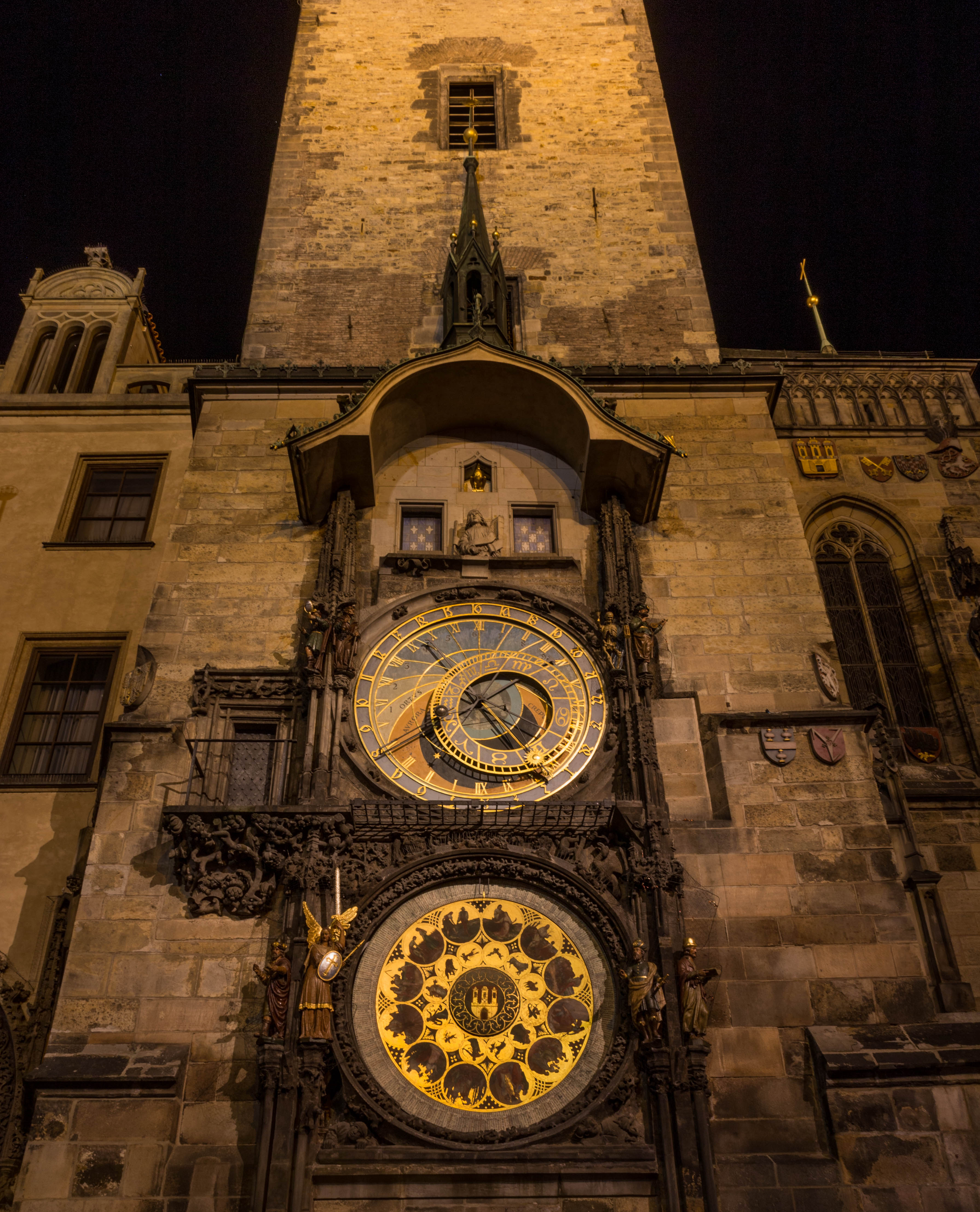
Đồng hồ tòa thị chính Praha về đêm
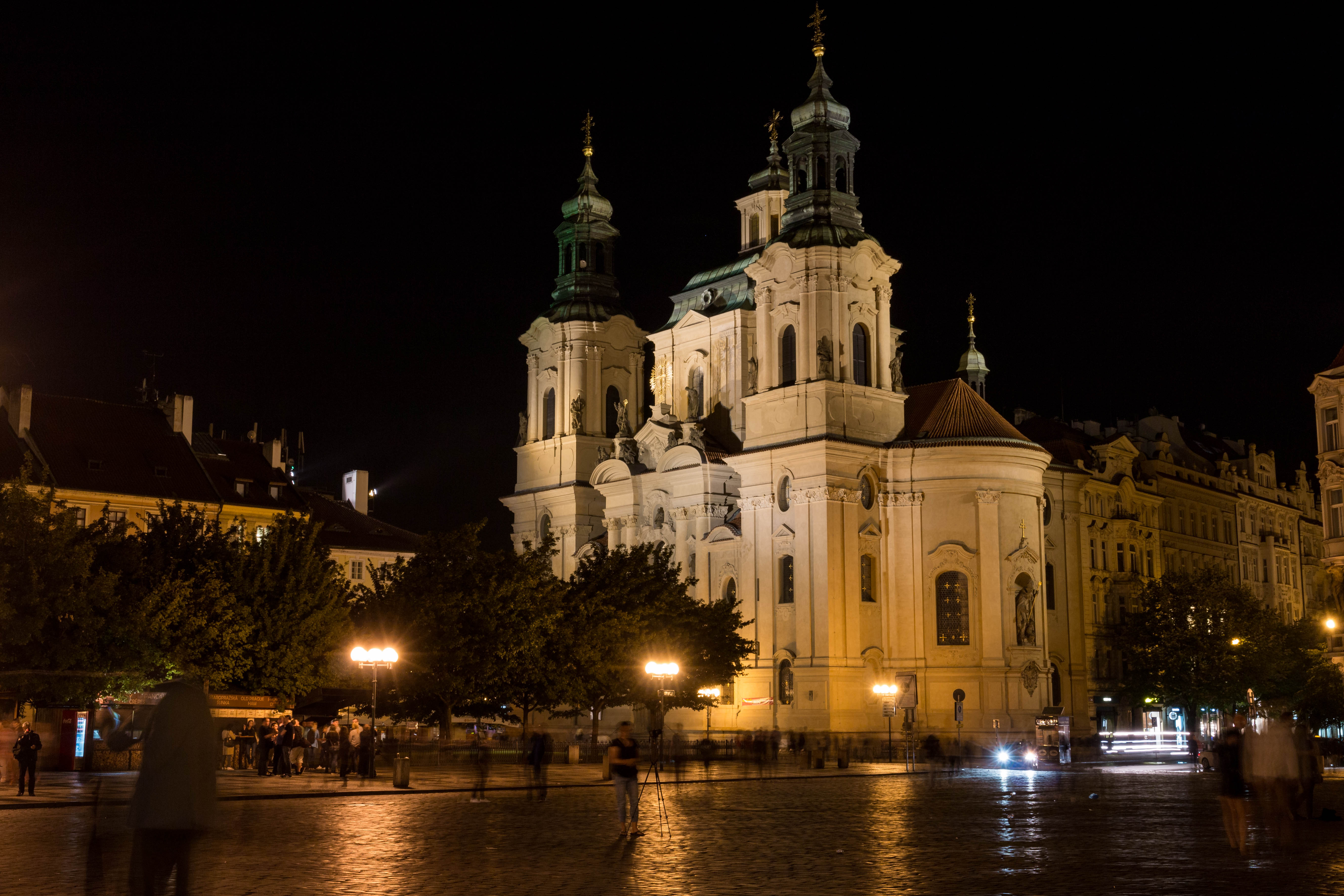
Nhà thờ Nikolaus tại Quảng trường Phố Cổ
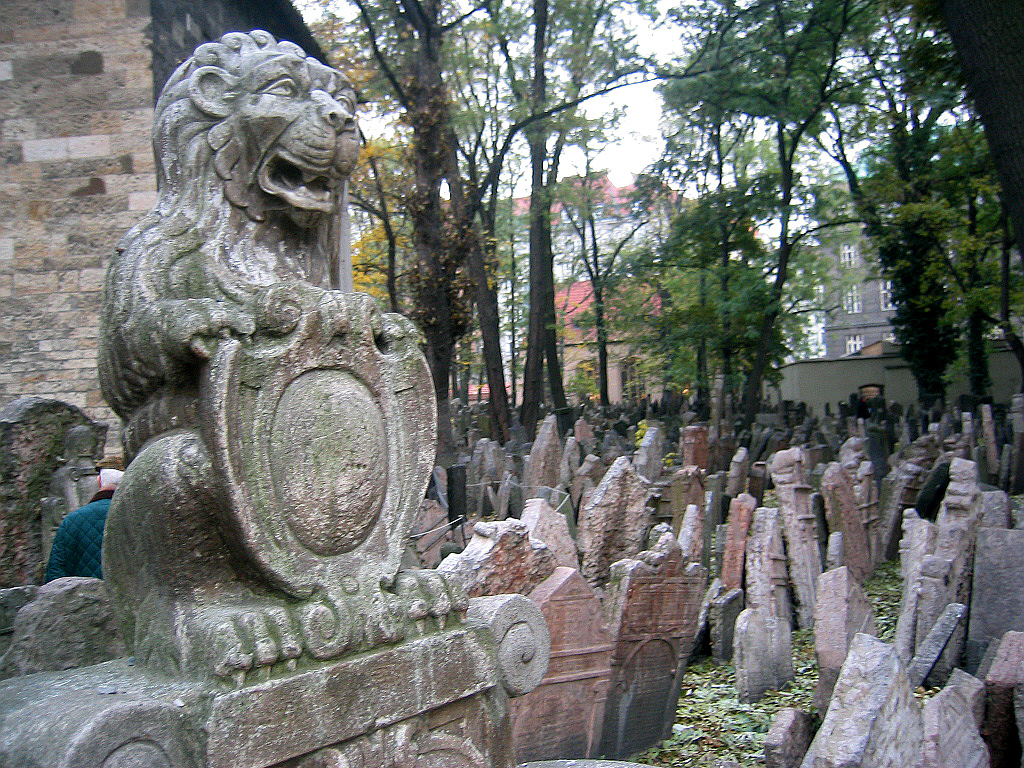
Nghĩa trang Do Thái Cổ trong Josefov (Phố Josef)

## Kinh tế
GDP đầu người của Praha hơn gấp đôi mức bình quân của Cộng hòa Séc, khoảng 32.357 EUR năm 2002, đạt 153% mức trung bình của Liên minh châu Âu. Praha là trụ sở tại châu Âu của nhiều công ty quốc tế.

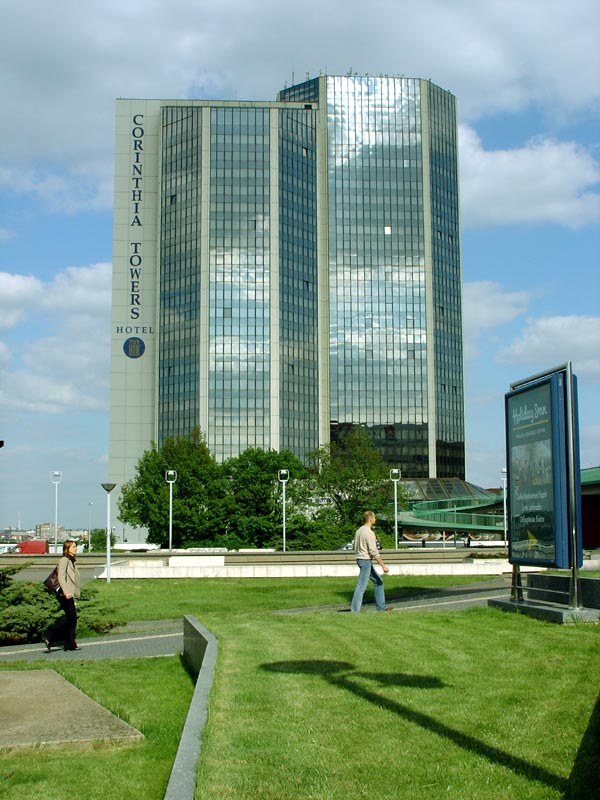
Nhà chọc trời Praha

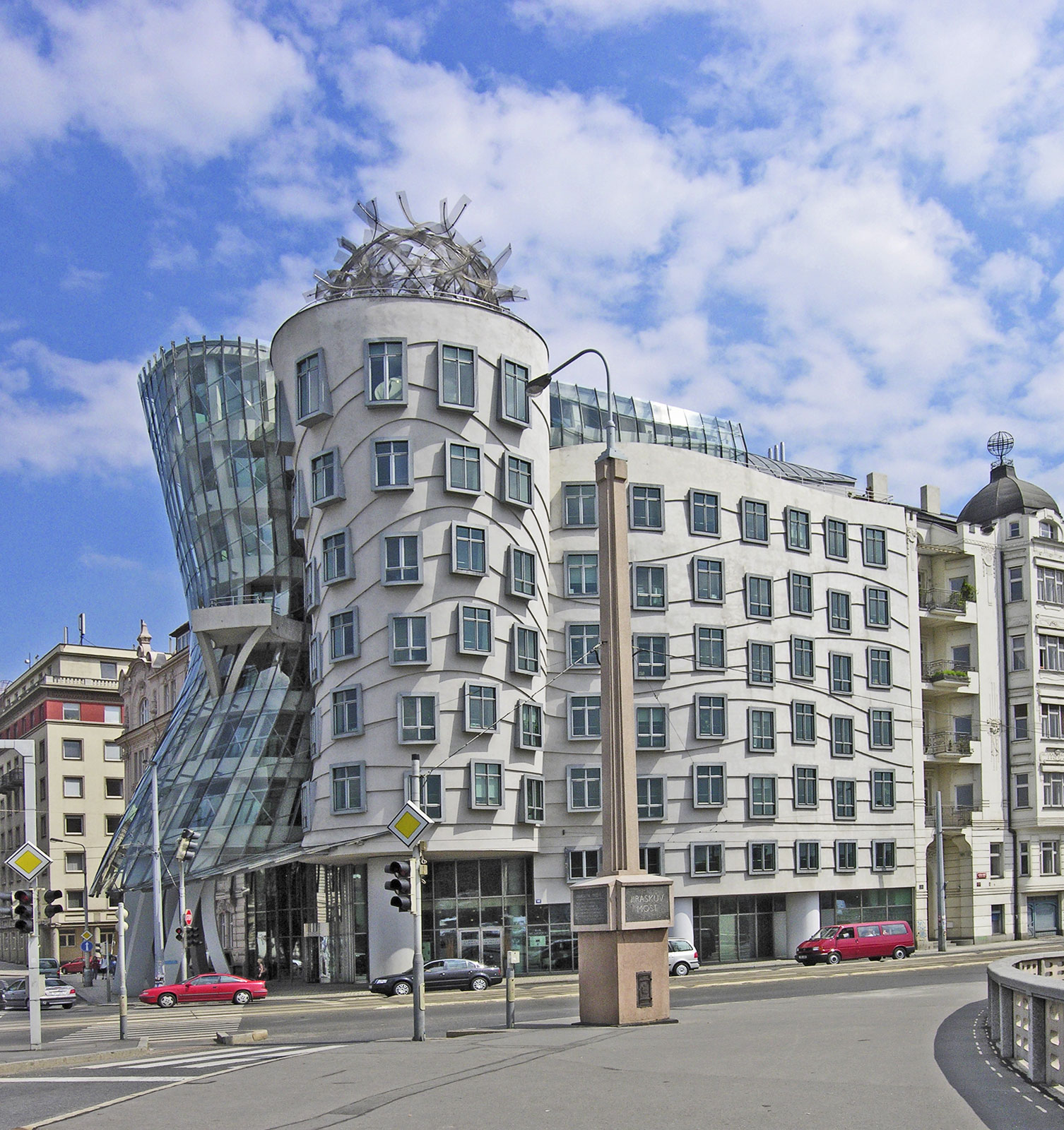
Nhà hát Vũ kịch Milunić and Gehry's